# アーニー・ライゼン
アーニー・ライゼン (Arnie Risen, 1924年10月9日 - 2012年8月4日) は、アメリカ合衆国ケンタッキー州ウィリアムズタウン出身の元バスケットボール選手。出身大学はオハイオ州立大学。1950年代のNBAで活躍し、ロチェスター・ロイヤルズとボストン・セルティックスの初優勝に貢献、1998年には殿堂入りを果たした。

## 経歴
アーニー・ライゼンことアーノルド・D・ライゼンは大学時代からオハイオ州立大学のバスケットボールチームを1944年と1945年のNCAAトーナメントでFinal4に導く活躍を見せたが、1945-46シーズンは学業成績不振により出場停止となったため、6試合しかプレイできず、その後カレッジバスケに戻ることはなかった。ライゼンはその後NBLのインディアナポリス・ケンタッキーズでプレイし、ジョージ・マイカンやジム・ポラード、後にチームメイトになるレッド・ホルツマンらと並ぶスター選手として活躍。1948-49シーズンからはBAA（NBAの前身）のロチェスター・ロイヤルズ（現サクラメント・キングス）に加入した。
ライゼンはロイヤルズ1年目からチームのリーディングスコアラーとして活躍し、このシーズンはリーグ4位となる平均16.6得点、リーグ1位となるフィールドゴール成功率42.3%を記録し、オールNBA2ndチームにも選ばれた。当時のロイヤルズにはライゼンにボブ・デイヴィス、ボビー・ヴァンツァーらといった優秀な選手が揃うリーグ屈指の強豪チームであり、1950-51シーズンのプレーオフではデビジョン決勝で当時圧倒的な強さを誇ったミネアポリス・レイカーズを破ると、ファイナルではニューヨーク・ニックスと対決。ニックスはライゼン対策として3人のセンターを次々と繰り出すも、ライゼンは彼らを蹴散らし、シリーズ平均21.7得点14.3リバウンドをあげる活躍を見せ、ニックスを4勝3敗で破ってロイヤルズを優勝に導いた。ライゼンにしてやられたニックスのヘッドコーチ、ジョー・ラプチックはファイナル敗退後、「私ならマディソン・スクエア・ガーデンと交換してでもライゼンを取る」とライゼンを絶賛した。ライゼンはその後も毎年平均ダブル・ダブルを叩き出すリーグ有数のセンターとして活躍し、ロイヤルズも強豪としての地位を守り続けたが、プレーオフではファイナルに勝ち進むことはなく、ライゼンは1954-55シーズンを最後にボストン・セルティックスに移籍した。
30歳を超えていたライゼンはセルティックスではビル・ラッセルらの控えに回るようになった。優勝経験もあるライゼンが加わったセルティックスの選手層は厚みを増し、1956-57シーズンには初優勝を果たしてライゼンは2つ目のチャンピオンリングを手に入れた。セルティックスでは3シーズンプレイし、1957-58シーズンを最後に現役から引退した。
BAA/NBA通算成績は10シーズン637試合の出場で、7,633得点5,011リバウンド、平均12.0得点9.7リバウンドだった（リバウンド数は1950-51シーズンからの計測）。
2012年8月4日、病気のためオハイオ州ビーチウッドで死去。87歳没。

## プレースタイルと業績
ライゼンは同時代に活躍したスターセンター、ジョージ・マイカンと比べると線が細く、それ故に"Stilts"（竹馬）という愛称で呼ばれていたが、そんな外見と反してゴール下では強さを発揮し、有力なスコアラー、無骨なリバウンダー、そして多彩な才能を発揮するオールラウンドプレイヤーとして活躍した。
- オールスターゲーム：1952年-1955年
- オールNBA2ndチーム：1949年
- フィールドゴール成功率1位：1949年
- 殿堂入り

## 個人成績
| *    | リーグ1位       |
| 太字 | キャリアハイ    |
| †    | NBAチャンピオン |

### レギュラーシーズン
| Season   | Team     | GP  | MPG  | FG%   | FT%  | RPG  | APG | PPG  |
| -------- | -------- | --- | ---- | ----- | ---- | ---- | --- | ---- |
| 1948–49  | ROC      | 60  | –    | .423* | .660 | –    | 1.7 | 16.6 |
| 1949–50  | ROC      | 62  | –    | .344  | .664 | –    | 1.5 | 10.1 |
| 1950–51† | ROC      | 66  | –    | .401  | .734 | 12.0 | 2.4 | 16.3 |
| 1951–52  | ROC      | 66  | 36.3 | .394  | .701 | 12.7 | 2.3 | 15.6 |
| 1952–53  | ROC      | 68  | 33.6 | .368  | .685 | 11.0 | 2.0 | 13.0 |
| 1953–54  | ROC      | 72  | 33.1 | .368  | .714 | 10.1 | 1.7 | 13.2 |
| 1954–55  | ROC      | 69  | 28.6 | .371  | .744 | 10.2 | 1.6 | 11.6 |
| 1955–56  | BOS      | 68  | 23.5 | .383  | .708 | 8.1  | 1.3 | 8.1  |
| 1956–57† | BOS      | 43  | 21.7 | .388  | .679 | 6.7  | 1.2 | 8.0  |
| 1957–58  | BOS      | 63  | 17.8 | .338  | .683 | 5.7  | 0.8 | 6.1  |
| Career   | Career   | 637 | 28.3 | .381  | .699 | 9.7  | 1.7 | 12.0 |
| All-Star | All-Star | 3   | 19.3 | .375  | .200 | 7.0  | 1.0 | 6.3  |

### プレーオフ
| Year   | Team   | GP | MPG  | FG%  | FT%  | RPG  | APG | PPG  |
| ------ | ------ | -- | ---- | ---- | ---- | ---- | --- | ---- |
| 1949   | ROC    | 4  | –    | .415 | .667 | –    | 2.5 | 16.5 |
| 1950   | ROC    | 2  | –    | .368 | .600 | –    | 2.0 | 11.5 |
| 1951†  | ROC    | 14 | –    | .389 | .644 | 14.0 | 2.4 | 19.5 |
| 1952   | ROC    | 6  | 38.2 | .407 | .700 | 12.5 | 1.5 | 15.7 |
| 1953   | ROC    | 3  | 36.3 | .289 | .708 | 11.7 | 0.7 | 13.0 |
| 1954   | ROC    | 6  | 33.3 | .418 | .750 | 9.0  | 0.7 | 14.8 |
| 1955   | ROC    | 3  | 25.7 | .447 | .737 | 12.3 | 1.7 | 16.0 |
| 1956   | BOS    | 3  | 29.3 | .353 | .722 | 14.7 | 0.7 | 12.3 |
| 1957†  | BOS    | 10 | 15.2 | .444 | .655 | 5.8  | 0.8 | 7.5  |
| 1958   | BOS    | 10 | 16.8 | .231 | .667 | 6.2  | 0.9 | 4.6  |
| Career | Career | 61 | 25.0 | .385 | .677 | 10.2 | 1.4 | 13.0 |